# Mel Taylor
Mel Taylor (24. září 1933 – 11. srpna 1996) byl americký rockový bubeník, nejvíce známý jako dlouholetý člen instrumentální rockové skupiny The Ventures, ve které hrál od roku 1962 až do své smrti. Mel Taylor byl bratrem Larry Taylora z bluesové skupiny Canned Heat.